# Kis-Szunda-szigetek
A Kis-Szunda-szigetek (Nusa Tenggara, vagyis délkeleti szigetek) Délkelet-Ázsiában, Ausztráliától északra fekvő szigetcsoport. A Nagy-Szunda-szigetekkel együtt a Szunda-szigetekhez tartozik. A szigetek a Szunda vulkanikus ív mentén fekszenek, melyet a Jáva-tengerben húzódó Jáva-árok mentén szubdukció hozott létre.

## Közigazgatás
A Kis-Szunda-szigetek szigetcsoportja számos szigetből áll, melyek jórészt Indonéziához tartoznak. Néhány sziget, különösen Timor keleti része, a 2002-es függetlenség elnyerése óta Kelet-Timorhoz tartozik.
Az Indonéziához tartozó szigetek 
- Bali,
- Nyugat Nusa Tenggara (Nusa Tenggara Barat)
- Kelet Nusa Tenggara (Nusa Tenggara Timur)

tartományok részeit alkotják.

## Geológiája
A Kis-Szunda-szigetek két, geológiailag elkülönülő szigetcsoportra oszlik. Az északi szigetcsoport, melynek tagjai Bali, Lombok, Sumbawa, Flores és Wetar, vulkanikus eredetű, ezek közül néhány, például a Lombok szigetén emelkedő Mount Rinjani még mindig aktív, míg mások, például a Flores szigeti Kelimutu három sokszínű krátertavával, már kialudt. Kialakulásuk a pliocén földtörténei korszakban, mintegy 15 millió évvel ezelőtt kezdődött az eurázsiai-lemez és az ausztráliai-lemez ütközésének eredményeként. A déli szigetcsoport szigetei, köztük Sumba, Timor és Babar, nem vulkanikus eredetűek, és az ausztráliai lemezhez tartoznak. Az északi szigetcsoport geológiája, ökológiája és más jellemzői sok hasonlóságot mutatnak a tőle kelet felé húzódó déli Maluku-szigetekével.
A környéken már az indonéz gyarmati idők óta folytatnak geológiai vizsgálatokat, ennek ellenére az itt végbemenő geológiai folyamatokat még nem ismerik teljesen; a szigetek kialakulására vonatkozó geológiai elméletek a 20. század utolsó évtizedeiben jelentősen átalakultak.
A két tektonikus lemez ütközőpontján fekvő Kis-Szunda-szigetek geológiai szempontból a világ egyik legbonyolultabb és legaktívabb régiói közé tartoznak. A biodiverzitást többféle tektonikus tevékenység alakította. Az északi szigetcsoport szigetei geológiailag fiatalnak számítanak, mindössze 1–15 millió évesek, és soha nem csatlakoztak nagyobb földrészhez. Csak Bali volt a jégkorszakbeli Sundaland kontinens része, melyet a Lombok-szoros választott el egy 600 km hosszúságú szigettől, melyet a mai Lombok, Sumbawa, Komodo, Flores, Solor, Adonara és Lembata alkotott. Tőlük keletre Pantar és Alor kis szigetet alkotott, míg Sumba és Timor délen külön szigetek maradtak.

## Ökológiája
A Kis-Szunda-szigetek abban is különböznek Jáva vagy Szumátra nagy szigeteitől, hogy sok apró szigetből állnak, melyeket gyakran mély óceáni árkok választanak el egymástól. A növény- és állatvilág szigetek közötti mozgása, cserélődése csak korlátozott volt, ez pedig nagy számú helyi faj kialakulásához vezetett, melyek közül a legismertebb a komodói varánusz. Amint azt  Alfred Russel Wallace a „The Malay Archipelago” című munkájában leírta, a Bali és Lombok között, a Lombok-szoros mély vizein át húzódó Wallace-vonal természetes vízi határvonalat alkotott, még akkor is, amikor az alacsonyabb vízszint miatt a ma különálló szigeteknek mindkét oldalon szárazföldi összeköttetése volt. A Lombok-szorotól keletre fekvő szigetek Wallacea részét képezik, jellegzetességük az ázsiai és ausztráliai fajok keveredése. A Kis-Szunda-szigeteken az ázsiai fajok dominálnak; a Weber-vonal, mely Wallacea főleg ázsiai és ausztráliai fajok által benépesített részei közötti határvonalat jelenti, a szigetcsoporttól keletre húzódik. Ezek a szigetek Indonézia legszárazabb klímájú területei.

### Lombhullató erdők

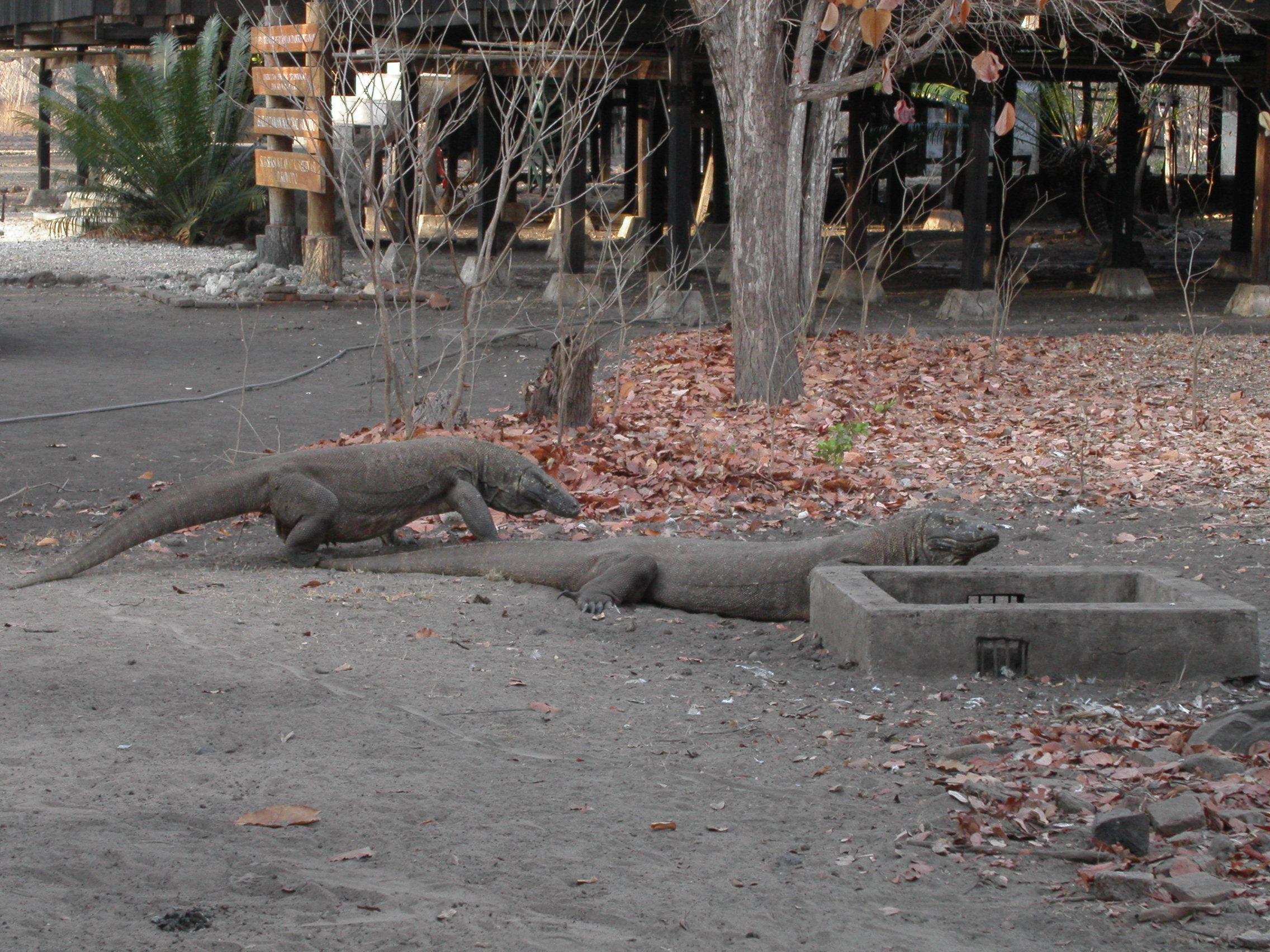
Komodói varánuszok a Komodo-szigetek Nemzeti Parkban

Számos, a Wallace-vonaltól keletre fekvő sziget, Lomboktól és Sumbawától Floresis és Alorig, amelyet Indonézia esőerdővel borított területeitől eltérően eredeti száraz erdők borítanak, a Természetvédelmi Világalap döntése alapján a Kis-Szunda-szigetek lombhullató erdői ökorégióhoz tartozik. A szigetek magasabban fekvő lejtőin magas Podocarpus nyitvatermők és Engelhardiák nőnek, az aljnövényzetet liánok, epifiton életmódú növények és orchideák, például Corybas, Corymborkis és Malaxis alkotják, míg a partmenti síkságokon eredetileg szavannára jellemző fűfélék, például Borassus flabellifer és pálmafák nőnek. Bár ezeken a szigeteken a növényzet nagy része száraz erdő, előfordulnak esőerdők is, különösen Komodo alacsonyan fekvő síkságain és folyópartjain, és van egy különleges, szúrós tüskéjű növényzettel borított erdős terület Lombok délkeleti partján. A tüskés fák a parti területeken korábban gyakoribbak voltak, de nagy részüket kiirtották.
A szigeteken különleges fajok élnek, az itt élő 273 madárfaj közül tizenhét endemikus faj. Az endemikus emlősök a kihalófélben lévő floresi pézsmacickány (Suncus mertensi), a veszélyeztetett komodói patkány (Komodomys rintjanus), a lomboki repülőkutya (Pteropus lombocensis) és a Nyctophilus heran denevérfaj. A ragadozó komodói varánusz, mely három méteres hosszával és 90 kilogrammos tömegével a világ legnagyobb gyíkfaja, Komodo, Rincah, Gili Motang szigeten és Flores északnyugati partjain él.

### Természetvédelem
A szigeteket borító eredeti növényzetnek több mint a felét kiirtották rizs és egyéb haszonnövények termesztése, valamint emberi települések céljára. Csak Sumbawán van nagyobb egybefüggő, érintetlen erdő, Komodo, Rincah és Padar területeit pedig a Komodo-szigetek Nemzeti Park védi.
Míg számos ökológiai hatás az apró és nagy szigeteket egyformán sújtja, a kis szigeteknek meg kell küzdeniük saját speciális problémáikkal, mivel a külső erők hatásának jobban ki vannak téve. A kis szigeteken növekszik a területfejlesztési nyomás, annak ellenére, hogy hatását nem mindig mérik fel előre. Bár Indonézia természeti erőforrásokkal gazdagon ellátott, a kis szigetek erőforrásai szűkösek és specializáltak, emellett az emberi erőforrások is korlátozottak.
Általános jellemzők, melyek hatással vannak a Kis-Szunda-szigetekre:
- A földterület nagyobb részére lehetnek hatással a földrengések, a földcsuszamlások, a ciklonok és a vulkáni tevékenység;
- Az időjárásra a tengeri klíma hat;
- A vízgyűjtő területek kisebbek, az erózió foka magasabb;
- A földterület nagyobb része koncentrálódik a parti területekre;
- Nagyobb mértékű környezeti specializálódás, nagyobb arányban előforduló endemikus fajok egy kevés erőforrással rendelkező környezetben;
- A közösségek nagyobb mértékben ragaszkodnak kultúrájukhoz a viszonylagos elszigeteltség miatt;
- A kis szigetek lakosságára nagyobb hatással lehet a gazdasági migráció.

## Települések
A turisták között népszerű a szörfölés a Lombok-szigeti Kuta városában, túrázás Flores és Lombok szigetén, valamint a búvárkodás a Gili szigeteknél és Floresen. Ennek az ökorégiónak a városi területei (Bali, Timor és Sumba nélkül): Lombok szigetén a főváros Mataram és a közeli tengerparti üdülőhely Senggigi; Sumbawán a kikötő és a keleti part városa, Bima, valamint nyugaton Sumbawa Besar; Floresen Maumere (a sziget legnagyobb városa) kikötője, Larantuka és Ende. Lombokon és sumbawán burkolt utak találhatók, Floresen azonban túlságosan sok a hegy a közúti közlekedéshez. A Kis-Szunda-szigetek kapuja Bali, Maumerén és Mataramon kis repülőterek találhatók, a szigetek közti fő közlekedés vízi úton történik.

## Fontosabb szigetek
| - Adonara - Alor - Bali - Flores - Gili Motang - Gili Islands - Komodo - Lembata - Lombok - Nusa Ceningan - Nusa Lembongan | - Nusa Penida - Padar - Palu'e - Pantar - Rincah - Rote - Solor - Sangeang - Savu - Sumba - Sumbawa - Timor |

## Fordítás
- Ez a szócikk részben vagy egészben  a   Lesser Sunda Islands című angol Wikipédia-szócikk fordításán alapul.  Az eredeti cikk szerkesztőit annak laptörténete sorolja fel. Ez a jelzés csupán a megfogalmazás eredetét és a szerzői jogokat jelzi, nem szolgál a cikkben szereplő információk forrásmegjelöléseként.